# هربرت کارترایت
هربرت کارترایت (انگلیسی: Herbert Cartwright؛ زادهٔ ۱۹۱۶ – درگذشتهٔ بعد از ۱۹۳۷) بازیکن فوتبال است.
از باشگاه‌هایی که او در آن بازی کرده است می‌توان به باشگاه فوتبال روترهام یونایتد اشاره کرد.